# Бланк, Хуберт де
Хуберт де Бланк (нидерл. Hubert de Blanck; 14 июня 1856, Утрехт — 28 ноября 1932, Гавана) — нидерландско-кубинский пианист, композитор и музыкальный педагог.
Сын скрипача и певицы, Бланк учился у своего отца, пока в 1865 г. не поступил в Льежскую консерваторию, где его педагогами были, в частности, Феликс Этьенн Ледан и Сильвен Дюпюи. В 1869 г. после победы на внутриконсерваторском конкурсе пианистов он перешёл в Брюссельскую консерваторию, а двумя годами позже благодаря королевской стипендии, полученной после выступления перед Леопольдом II, отправился завершать своё образование в Кёльнскую консерваторию к Фердинанду Хиллеру.
В 1873 г. Бланк начал активную концертную карьеру гастрольной поездкой в Санкт-Петербург. После серии выступлении в России, Германии и Швейцарии он на год занял пост музыкального руководителя театра «Эльдорадо» в Варшаве, затем вернулся в Кёльн. Здесь новую страницу в творческой биографии Бланка открыло знакомство с бразильским скрипачом-вундеркиндом Морисом Дангремоном. В 1879—1880 гг. Бланк аккомпанировал Дангремону в ходе его гастролей по Германии и Дании, а в апреле 1880 г. отправился вместе с ним в Бразилию. На протяжении полугода Дангремон и Бланк совместно выступали в Латинской Америке, в том числе в буэнос-айресском театре «Колон» и в Рио-де-Жанейро при дворе императора Педру II.

Хуберт де Бланк на почтовой марке Кубы, выпущенной в 1956 г. в ознаменование его столетия

В феврале 1881 г. Бланк прибыл в Нью-Йорк для дальнейших сольных выступлений, сразу же дебютировав с Нью-Йоркским филармоническим оркестром под управлением Теодора Томаса. Здесь Бланк познакомился с Анной Менокаль (1855—1900), представительницей кубинского аристократического рода (сестрой будущего президента Кубы Марио Гарсии Менокаля), и в ноябре того же года женился на ней. В декабре 1882 г. он впервые посетил Кубу, выступив в Гаване в ансамбле с заметными местными музыкантами Ансельмо Лопесом и Серафином Рамиресом (исполнялось трио Антона Рубинштейна); исполнение получило высокую оценку центральных фигур кубинской музыкальной общественности — Игнасио Сервантеса, Пабло Девернина, Николаса Руиса Эспадеро. В 1883 г. Бланк окончательно переселился на Кубу.
В 1885 г. Бланк выступил инициатором создания Общества классической музыки (исп. Sociedad de Musica Classica), в рамках которого на протяжении четырёх сезонов давались концерты камерной музыки. В том же году Бланк основал в Гаване первую консерваторию европейского типа — Консерваторию Хуберта де Бланка, работавшую до 1896 г., когда Бланк был вынужден покинуть Кубу из-за начавшейся там антииспанской революции. Вернувшись после установления кубинской независимости, он приступил к восстановлению работы консерватории, которая открылась в 1899 г. как Национальная консерватория Кубы.
Композиторское наследие де Бланка включает Голландскую симфонию (1884, опубликована на Кубе с посвящением королю Нидерландов), несколько неопубликованных опер, произведения для фортепиано и скрипки с фортепиано.
Заслуги Хуберта де Бланка как основателя Национальной консерватории признаны на Кубе. К его столетию в 1956 г. была выпущена почтовая марка, опубликована его биография. В том же году в гаванском районе Ведадо открылся Театр имени Хуберта де Бланка, работающий по сей день.
Старший сын Хуберта де Бланка Гильермо Де-Бланк-и-Менокаль стал крупным кубинским дипломатом, послом в ряде европейских стран и первым представителем Кубы в Лиге Наций.